# Музей сексуальних культур
Музей сексуальних культур — науково-просвітницький заклад сексу, створений 1999 року співробітниками кафедри сексології і медичної психології Харківської медичної академії. Перший у своєму роді на пострадянському просторі, та Східній Європі загалом, музей відображує сексуальні культури різних країн світу. Особлива увага приділяється питанням профілактики захворювань, які передаються статевим шляхом, особливо СНІДУ. При музеї працює секс-шоп. Загалом 10 залів, відвідати всі можуть лише відвідувачі, які досягли повноліття.